# Кузнеці (Нагорський район)
Кузнеці́ (рос. Кузнецы) — присілок у складі Нагорського району Кіровської області, Росія. Входить до складу Мулінського сільського поселення.
Населення становить 1 особа (2010, 2 у 2002).
Національний склад станом на 2002 рік — росіяни 100 %.